# Alfred Worden
Alfred Merrill Worden  (Jackson, 7 de fevereiro de 1932 – Sugar Land, 18 de março de 2020) foi um oficial militar, piloto, piloto de teste, engenheiro e astronauta norte-americano que foi ao espaço em 1971 como o piloto do módulo de comando da Apollo 15. Worden passou seus primeiros anos de vida morando em fazendas no Michigan, formando-se na Academia Militar dos Estados Unidos em 1955 e entrando na Força Aérea. Apesar de não ter experiência prévia de voo, ele mostrou-se um competente piloto de caças e aprimorou suas habilidades formando-se em engenharia aeroespacial e depois piloto de teste.
Worden foi selecionado astronauta em 1965 como parte do Grupo 5 da NASA. Atuou como membro da tripulação de suporte da Apollo 9 e depois reserva da Apollo 12 em 1969, sendo selecionado no ano seguinte para a tripulação principal da Apollo 15 junto com David Scott e James Irwin. A missão foi lançada em julho de 1971 e Worden passou três dias voando sozinho em órbita da Lua enquanto tirava várias fotografias da superfície lunar e realizava diversos experimentos científicos. Ele realizou uma atividade extraveicular no retorno para a Terra com o objetivo de recuperar cassetes do exterior da espaçonave.
A Apollo 15 foi considerada um grande sucesso, porém a imagem dos três astronautas foi rapidamente manchada após seu retorno quando foi descoberto que eles tinham levado quatrocentos envelopes postais não-autorizados para a Lua. Worden, Scott e Irwin foram repreendidos e nunca mais voaram para o espaço. Worden continuou trabalhando no Centro de Pesquisa Ames até se aposentar da NASA em 1975. Depois disso ele participou de diversas atividades na iniciativa privada e realizou muitas aparições públicas promovendo a exploração espacial e educação de ciências até morrer em março de 2020.

## Infância e educação
Alfred Merrill Worden nasceu no dia 7 de fevereiro de 1932 em Jackson, Michigan, filho de Merrill Bangs Worden e Helen Garnett Crowell. Era o segundo de seis filhos e o mais velho de quatro meninos. Ele viveu em uma fazenda fora da cidade de Jackson, porém a família passava parte de seu tempo na fazenda de seus avós maternos perto de East Jordan. Worden estudou nas escolas Dibble, Griswold, Bloomfield e East Jackson, formando-se no Colégio de Jackson, onde foi presidente do conselho estudantil. Foi membro dos Escoteiros da América e alcançou a posição de Escoteiro Primeira Classe.
Sua família não era rica, assim Worden procurou conseguir uma bolsa de estudo para cursar um ensino superior. Ele conseguiu garantir uma para a Universidade de Michigan, porém ela valia por apenas um ano. Consequentemente, Worden enxergou as academias militares como o melhor caminho para si e fez uma prova de admissão, conseguindo ofertas de nomeações para a Academia Militar dos Estados Unidos em West Point, Nova Iorque, e para a Academia Naval dos Estados Unidos em Annapolis, Maryland. Ele escolheu ir para West Point e iniciou seus estudos no local em julho de 1951. Worden afirmou décadas depois que "De jeito nenhum eu viveria o resto da minha vida em uma fazenda. Isso meio que me fez entrar no caminho que me levaria a NASA".
Worden veio a gostar da vida em West Point, especialmente depois de ter passado pelos estágios iniciais de sua educação e ter conquistado maiores responsabilidades dentro do Corpo de Cadetes. Também participou de corridas cross country, ginástica e animação de torcida. Worden se formou em 1955 com um bacharelato em ciência militar, terminando como o 47º de 470 alunos. Ele se casou em junho do mesmo ano com Pamela Vander Beek, quem tinha conhecido enquanto ainda era cadete.

## Carreira militar

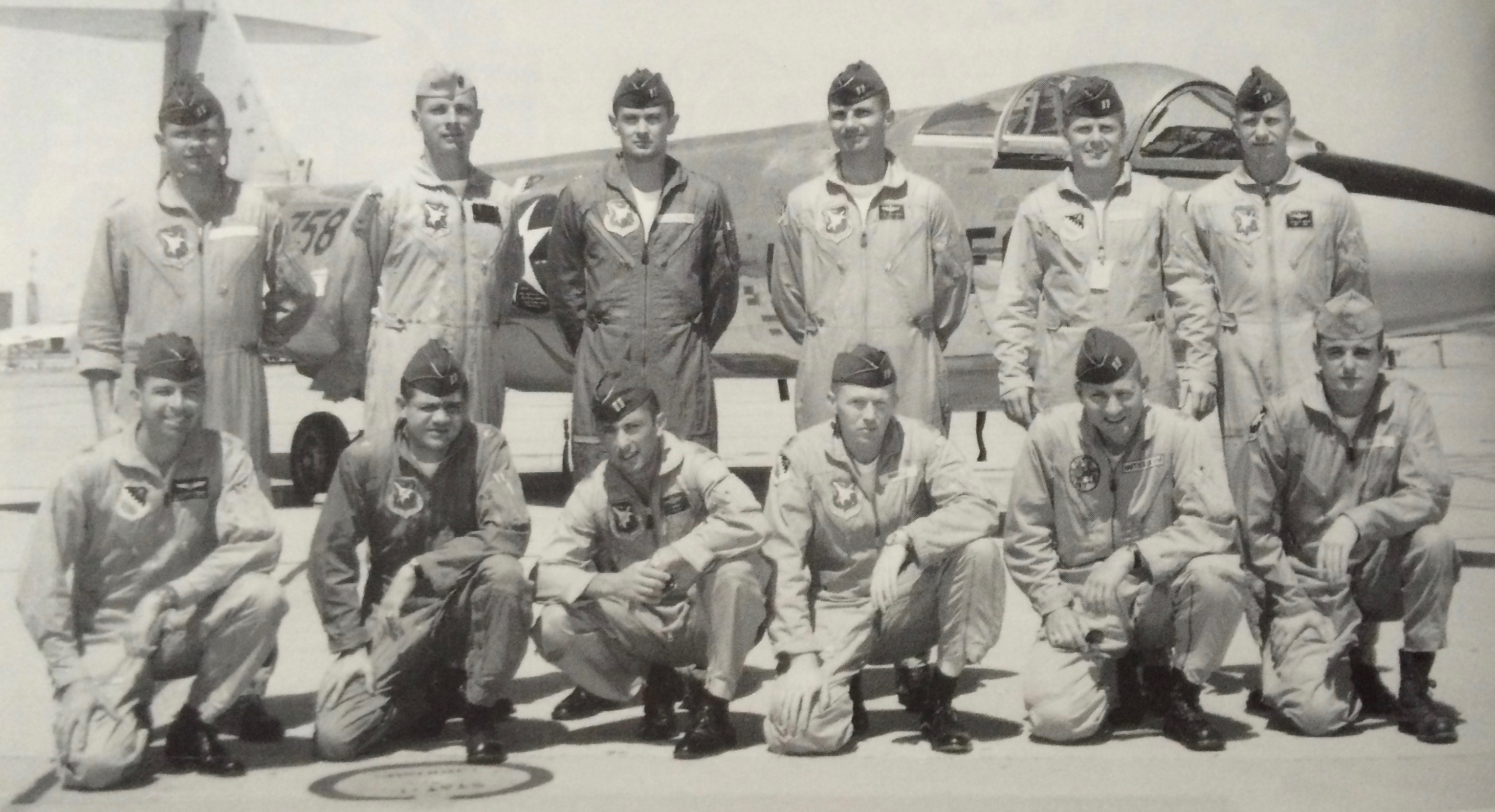
Formandos de 1965 da Escola de Pilotos de Pesquisa Aeroespacial. Worden está em pé na ponta direita; também na foto estão os futuros astronautas Stuart Roosa, Charles Duke e Henry Hartsfield

Worden não tinha nenhuma experiência como piloto quando se formou de West Point. A Academia da Força Aérea ainda não tinha formado nenhum aluno e isso só aconteceria em 1959. Formandos de West Point e Annapolis tinham permissão para escolherem serem comissionados na Força Aérea, com alguns dos professores de Worden pedindo para que escolhesse esse caminho. Ele escolheu ir para a Força Aérea por achar que promoções seriam mais rápidas, algo que depois descobriu que não seria o caso.
Ele recebeu seu treinamento primário na Base Aérea Moore, no Texas, onde aprendeu a voar em um Beechcraft T-34 Mentor, se apaixonando por pilotagem. Treinamentos avançados ocorreram na Base Aérea de Laredo, também no Texas, em um Lockheed T-33 Shooting Star, com Worden oito meses depois indo para a Base Aérea Tyndall, na Flórida, para treinamentos do Comando de Defesa Aérea em um North American F-86D Sabre. Sua primeira designação pós-treinamento foi com o 95º Esquadrão de Caças Interceptadores na Base Aérea Andrews, perto de Washington, D.C., onde pilotou o Sabre e depois o Convair F-102 Delta Dagger. Cerviu na base de março de 1957 a maio de 1961, também atuando como o oficial de armamentos de seu esquadrão.
Worden, com o objetivo de avançar sua carreira e beneficiar a Força Aérea, pediu em 1961 para poder ir estudar engenharia aeroespacial na Universidade de Michigan. Ele conquistou mestrados em engenharia aeroespacial e instrumentação industrial pela Universidade de Michigan em 1963.
Ele se candidatou para a Escola de Pilotos de Teste da Força Aérea depois de se formar, porém não foi selecionado, para sua surpresa. Worden então descobriu que seus superiores queriam que fosse parte de um programa de intercâmbio com a Força Aérea Real britânica para ser treinado na Escola de Pilotos de Testes do Império, em Farnborough, Reino Unido. Ele passou algum tempo na Escola Instrumental de Pilotos Instrutores, na Base Aérea Randolph, pois o intercâmbio demoraria ainda seis meses para começar. Worden completou seu curso em Farnborough terminando como o segundo melhor aluno de sua classe. Ele em seguida trabalhou como instrutor da Escola de Pilotos de Pesquisa Aeroespacial, para o qual tinha sido ordenado pelo oficial comandante da instituição, o coronel Charles Yeager, formando-se no local em setembro de 1965.

## Astronauta

### Seleção
Worden se candidatou em 1963 para ser selecionado como parte do Grupo 3 de Astronautas da NASA. Apesar da NASA ter interesse nele desde antes de Worden adquirir experiência como piloto de teste, ele foi desconsiderado por causa de sua designação para Farnborough, algo que a agência não poderia interferir. Worden achou que estaria além do limite de idade da NASA para novos astronautas quando um novo grupo fosse aberto para seleção, acreditando assim que nunca se tornaria um astronauta.

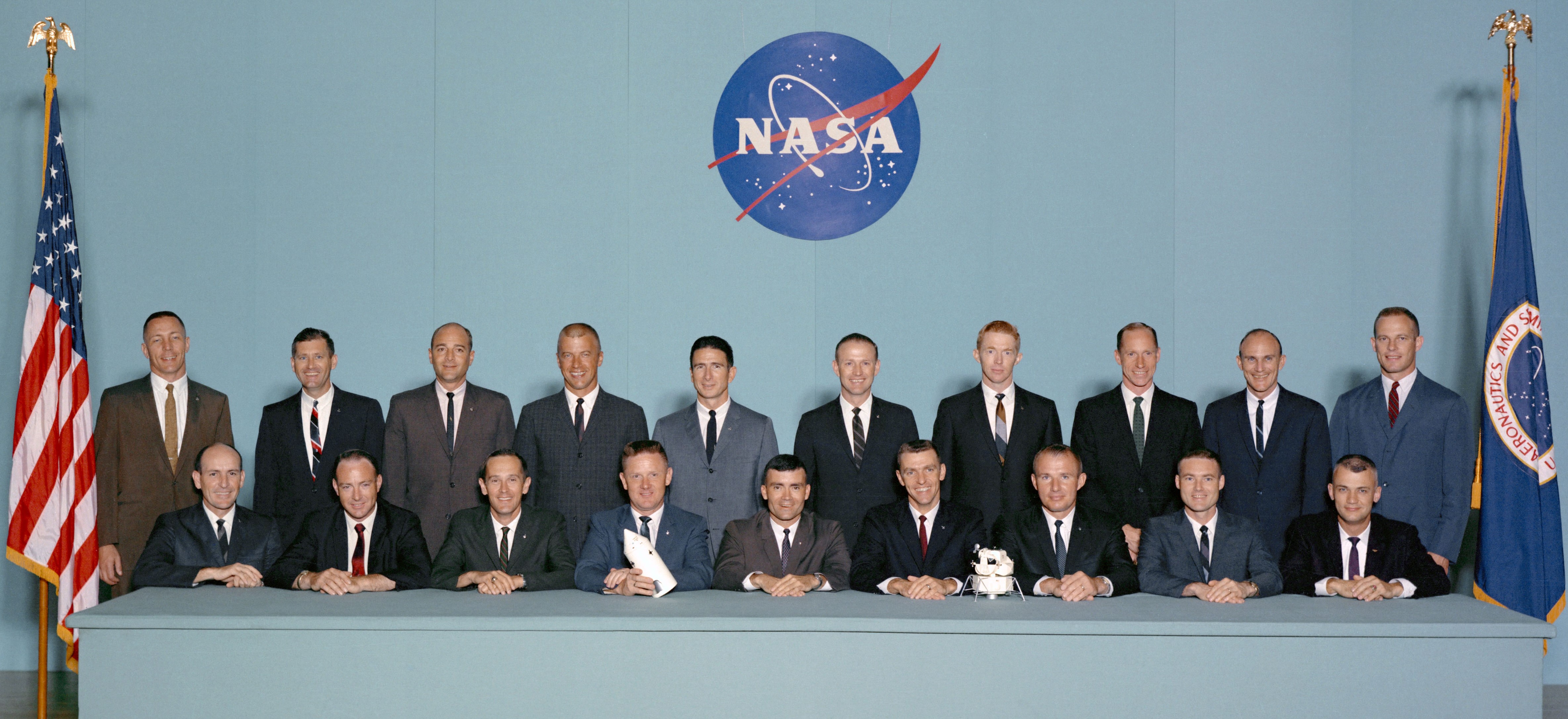
O Grupo 5 de Astronautas em 1966. Worden é o terceiro em pé, da direita para esquerda

A seleção para o Grupo 5 de Astronautas começou em 1965, na mesma época que a Força Aérea começou a procurar recrutas para seu próprio programa espacial, o Laboratório Orbital Tripulado. Pilotos qualificados na Força Aérea eram livres para se candidatarem a ambos. Worden escolheu se candidatar apenas para a NASA em setembro de 1965, acreditando, corretamente, que o programa da Força Aérea nunca iria para frente. Ele escreveu décadas depois que "profissionalmente, eu conclui que não poderia ficar melhor do que isso. Mesmo ser um piloto de teste não poderia se comparar a ser um astronauta e fazer um voo espacial". Pelos critérios de seleção, os candidatos precisavam ter nascido depois de 1º de dezembro de 1929, o que aumentou o limite de idade de 34 para 36 anos. Worden tinha 34 anos na época quando foi selecionado, sendo um de dezenove candidatos escolhidos pela NASA em abril de 1966; Charles Duke e Stuart Roosa, dois de seus colegas da Escola de Pilotos de Pesquisa Aeroespacial, também foram selecionados, assim como outros quatro formandos da instituição.
Donald Slayton, o Diretor de Operações de Tripulações de Voo da NASA, foi pressionado a ter vários astronautas disponíveis para as muitas missões planejadas, assim ele escolheu para o Grupo 5 todos os candidatos que considerou qualificados. Cortes orçamentários e o desvio de dinheiro para outros programas levou à redução do número de voos, com Worden percebendo certo ressentimento entre os astronautas mais antigos contra os mais novos por causa de competição por espaço nas missões restantes.

### Designações
Alan Shepard, o Astronauta Chefe, designou Worden em 3 de outubro de 1966 para a equipe de Pete Conrad que lidava com o Módulo de Comando do Bloco II, junto com Ken Mattingly, John Swigert, Ronald Evans e Vance Brand, também do Grupo 5. Os módulos do Bloco I tinham a intenção de serem usados apenas nos primeiros voos em órbita terrestre do Programa Apollo, enquanto aqueles do Bloco II foram pensados para irem para a Lua. No mês seguinte, Worden foi designado para fazer parte da tripulação de suporte para a segunda missão Apollo tripulada, tendo a companhia de Fred Haise e Edgar Mitchell. As tripulações de suporte deveriam fazer as coisas que as tripulações principal e reserva não tinham tempo para realizar. Worden achou que a designação eram uma indicação que a NASA, incluindo Slayton, estava satisfeita com ele.
Worden, no dia 27 de janeiro de 1967, estava na fábrica da North American Aviation em Downey, na Califórnia, onde os módulos de comando estavam sendo construídos, quando recebeu um telefonema de Slayton lhe informando que os astronautas da Apollo 1 tinham morrido em um incêndio na plataforma de lançamento, onde um teste estava em andamento. Worden contou o ocorrido aos outros astronautas no local e eles retornaram para Houston, no Texas. Ele ficou especialmente triste pelo fato dos três tripulantes da Apollo 1 terem morrido no solo, em vez de no espaço. Worden passou boa parte do seu tempo na fábrica em Downey trabalhando nos módulos do Bloco II durante a completa revisão de segurança que se seguiu, procurando remover quaisquer materiais combustíveis em potencial e outros perigos na companhia de outros especialistas. Ele permaneceu na tripulação de suporte para a segunda missão tripulada, que seria um teste do Módulo de Comando e do Módulo Lunar Apollo em órbita terrestre.

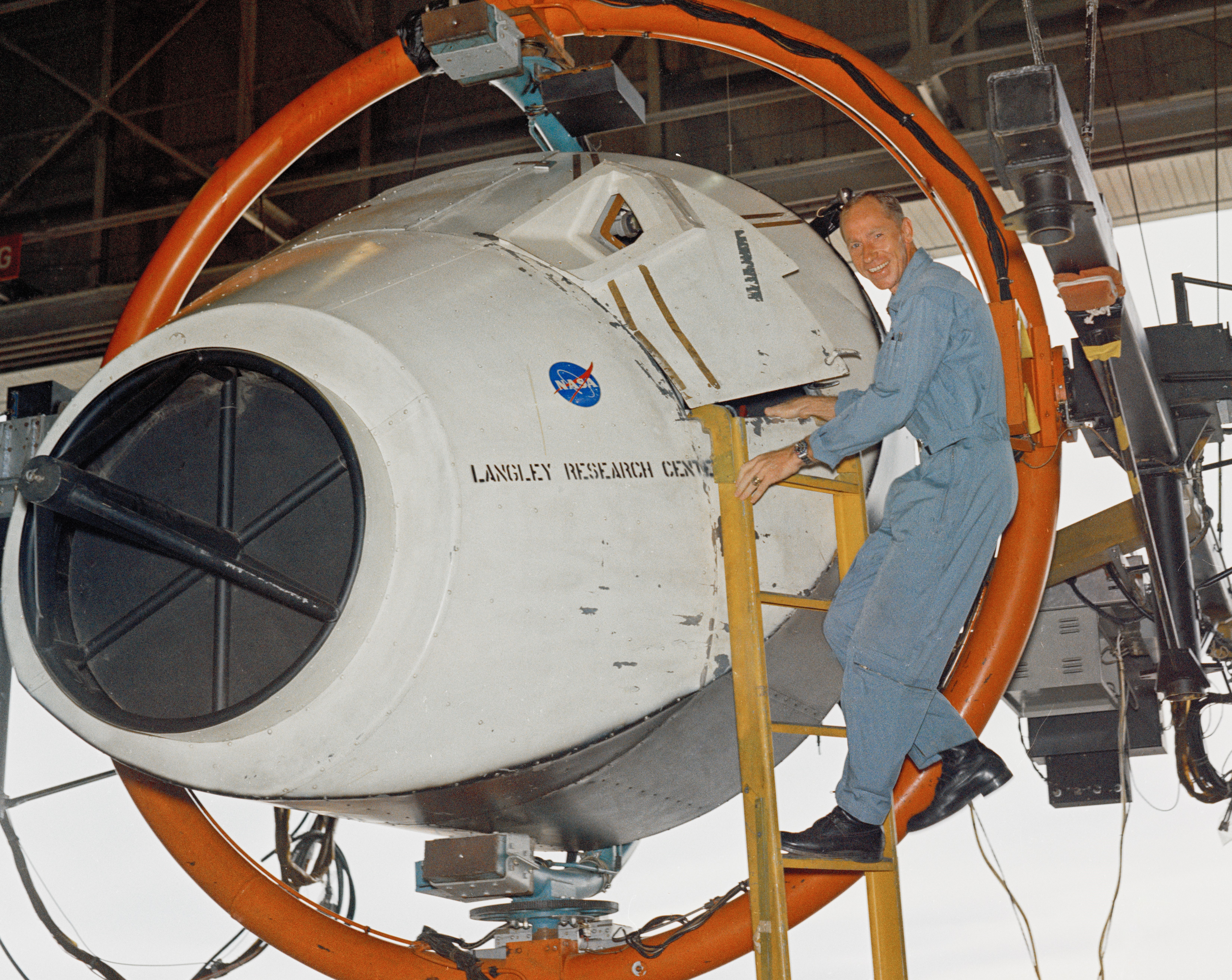
Worden ao lado do Simulador de Encontro e Acoplagem no Centro de Pesquisa Langley, setembro de 1968

Essa missão foi inicialmente designada como a Apollo 8. Entretanto, houve atrasos no desenvolvimento do Módulo Lunar e George Low, o Gerente do Escritório do Programa da Espaçonave Apollo, propôs em agosto de 1968 que, caso a Apollo 7 fosse bem-sucedida em outubro, a Apollo 8 deveria ir para órbita da Lua sem um Módulo Lunar para que o programa espacial não atrasasse. O teste em órbita da Terra virou a Apollo 9. A tripulação originalmente designada para a Apollo 8 tornou-se a principal da Apollo 9, com Worden tornando-se parte da tripulação de suporte desta missão junto com Roosa, Mitchell e Jack Lousma.
Worden foi depois nomeado o Piloto do Módulo de Comando reserva da Apollo 12. O Piloto do Módulo de Comando da Apollo 9 tinha sido David Scott, que, pela rotação normal de tripulações, tornou-se o Comandante reserva da Apollo 12 e o presuntivo Comandante da Apollo 15, com Worden provavelmente estando na tripulação principal desta missão também. James Irwin foi nomeado o Piloto do Módulo Lunar reserva da Apollo 12 e tinha perspectivas similares para a Apollo 15. Slayton mencionou em suas memórias que, por Worden ter estado na tripulação de suporte da Apollo 9, ele foi considerado a "escolha lógica". O próprio Worden afirmou em sua autobiografia que ele e Irwin descobriram sobre sua seleção para a Apollo 12 durante uma reunião no escritório de Scott.
Como Piloto do Módulo de Comando reserva da Apollo 12, Worden forjou uma amizade próxima e duradoura com seu titular, Richard Gordon, com quem treinou: "[Gordon] era meu amigo. Voamos juntos e trabalhamos juntos por um ano e meio quando ele estava treinando para a Apollo 12 e eu era seu reserva. Nós simplesmente íamos a todo lugar juntos. Trabalhos muito duro, mas também foi muito divertido". Gordon e Worden aprenderam técnicas de navegação espaciais para que assim poderiam trazer a espaçonave de volta para a Terra caso as comunicações com o Controle da Missão falhassem. A tripulação principal da Apollo 12, formada por Conrad, Gordon e Alan Bean, tinham uma relação muito próxima entre si e os três dirigiam Chevrolet Corvettes pretos e dourados idênticos ao redor do Centro Espacial John F. Kennedy. Em resposta, a tripulação reserva conseguiu um Corvette vermelho para Irwin, um branco para Worden e um vermelho para Scott, enfatizando suas individualidades e chamando menos atenção nos momentos em que não queriam ser reconhecidos como astronautas, especialmente já que os três carros raramente apareciam juntos.
Worden se separou de sua esposa Pamela em dezembro de 1969, pouco antes de ser anunciado como membro da tripulação da Apollo 15. Ele se tornou o primeiro astronauta a se divorciar durante o programa e depois ainda assim ir para o espaço. Os dois passaram a viver de frente um para o outro na mesma rua depois da separação e permaneceram envolvidos nas vidas de suas filhas, Merrill e Alison. Worden foi inicialmente evitado pelo Clube das Esposas dos Astronautas, porém isso acabou com o tempo.

### Apollo 15

#### Preparações

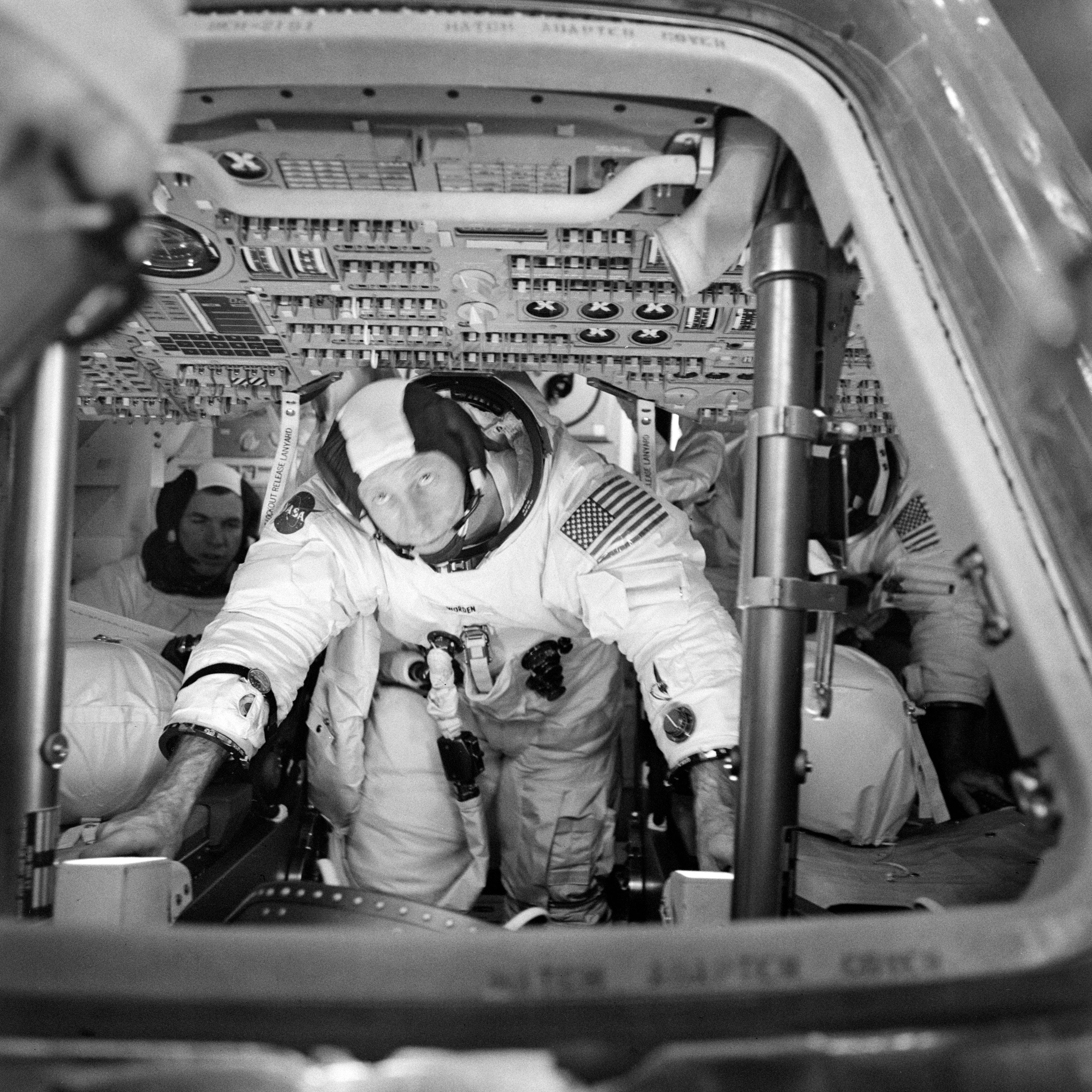
Worden no módulo de comando durante treinamentos, março de 1971

Scott, Worden e Irwin foram anunciados como a tripulação da Apollo 15 em 26 de março de 1970. A Apollo 15 originalmente seria uma missão H, com uma estadia limitada de 33 horas na Lua e duas caminhadas espaciais, porém o cancelamento de duas missões Apollo em meados de 1970 fez com que a Apollo 15 passasse a ser uma missão J, com três caminhadas espaciais e o primeiro uso do Veículo Explorador Lunar, já o Módulo de Serviço carregaria diversos instrumentos científicos para analisar a Lua. Seria o trabalho de Worden operar esses dispositivos enquanto Scott e Irwin estivessem na superfície lunar. Observações da órbita lunar pela primeira vez foram estabelecidas como um objetivo formal da missão, com Worden trabalhando com o geólogo Farouk El-Baz, assim como os Pilotos do Módulo de Comando da Apollo 13 e Apollo 14, durante os treinamentos para aprender a interpretar o que via enquanto voava sobre montanhas e desertos dos Estados Unidos. Worden achou que El-Baz era um professor agradável e inspirador. Ele também acompanhou seus colegas de missão em treinamentos geológicos que os levaram para locais semelhantes os terrenos da Lua, incluindo Havaí, México e Islândia. Worden treinou para a possibilidade de que poderia precisar retornar sem Scott e Irwin ou resgatá-los caso o Módulo Lunar entrasse em uma órbita errada. Quando não estava ocupado com treinamentos, ele passou um bom tempo na fábrica da North American Rockwell em Downey, supervisionando a construção e testes do Módulo de Comando da Apollo 15.
Worden apareceu no programa de televisão infantil Mister Rogers' Neighborhood antes de partir em sua missão. Ele achava que a NASA precisava fazer mais para despertar o interesse nas crianças, cujo apoio dos membros dessa geração seria necessário algum dia para a continuação do programa espacial. O apresentador Fred Rogers estava planejando fazer um programa sobre pais ausentando-se em viagens e achou que a participação de Worden combinaria com essa ideia. O astronauta apareceu no programa antes de ir para a Lua e respondeu a várias perguntas enviadas por crianças; ele também escreveu algumas delas e as levou consigo na Apollo 15, prometendo pensar nas respostas durante a viagem, aparecendo de novo no programa depois de voltar para responde-las.
A Apollo 15 foi lançada em 26 de julho de 1971. A injeção translunar colocou a espaçonave em direção da Lua, em seguida fios explosivos separaram o Endeavour, o Módulo de Comando e Serviço, do terceiro estágio S-IVB. Worden assumiu o controle dos propulsores, afastando a nave do foguete e então manobrando-a de volta para acoplar com o Falcon, o Módulo Lunar, que ainda estava preso no S-IVB. A espaçonave combinada então se separou do estágio com fios explosivos.

#### Órbita lunar
Scott e Irwin entraram no Falcon depois da Apollo 15 entrar na órbita lunar, enquanto Worden permaneceu a bordo do Endeavour. As duas espaçonaves inicialmente não conseguiram se separar para que o Falcon pudesse iniciar sua descida, assim Worden foi até o túnel de acoplagem e reconectou um cabo solto, o que resolveu o problema. Ele foi capaz de ouvir a descida de Scott e Irwin até a superfície lunar, mas só foi capaz de avistar o Falcon em uma órbita posterior, porém o Endeavour sobrevoou o local alvo no momento da alunissagem. Worden acionou o Sistema de Propulsão de Serviço, o motor principal do Módulo de Comando e Serviço, para tirar o Endeavour da órbita baixa em que as duas espaçonaves tinham se separado e colocá-lo em uma órbita mais alta de 120,8 por 101,5 quilômetros de altitude para realizar seus trabalhos científicos.

"Eu não cheguei a conclusão alguma. Ainda não sei o que há lá fora. O que senti fortemente é que nós, como espécie, ainda não experimentamos o suficiente do universo. O que quer que acreditamos agora provavelmente não está certo. Desenvolvemos nossas ideias baseados apenas no que podemos ver, tocar e medir. Agora eu estava tendo um vislumbre na infinidade e só podia sentir vagamente, não compreender, a jornada à frente para os humanos."

Alfred Worden
Worden iniciou o que foi, em essência, uma missão separada de seus colegas, possuindo um comunicador em terra e controladores de missão próprios. Seus principais objetivos enquanto estava sozinho em órbita lunar eram tirar fotografias e operar os instrumentos científicos do Módulo de Serviço. Esses instrumentos ficavam na Baía de Instrumentos Científicos, que ocupava um lugar previamente não utilizado no módulo, e continham um espectrômetro de raios gama, um espectrômetro de raios-x e um altímetro laser, que parou de funcionar no meio da missão. Uma câmera estelar e uma câmera métrica juntas formavam uma câmera de mapeamento, que era complementada por uma câmera panorâmica criada a partir da sigilosa tecnologia de espionagem Corona. Também presentes estavam um espectrômetro de partículas alfa, que podia ser usado para detectar evidências de vulcanismo lunar, e um espectrômetro de massa. Worden complementou as fotografias com descrições verbais. A órbita inclinada do Endeavour permitiu que ele sobrevoasse por partes da Lua nunca antes avistadas em detalhe. Worden, toda vez que a espaçonave emergia do lado oculto da Lua e reestabelecia comunicações com o Controle da Missão, saudava o retorno com a frase "Olá, Terra. Saudações do Endeavour" em diferentes idiomas. Ele e El-Baz tiveram essa ideia e colaboraram nas traduções.
Apesar de estar ocupado com as várias tarefas que tinha para desempenhar, ele ainda assim conseguiu tirar um tempo para aproveitar a experiência. Worden sabia que era improvável que retornasse para a Lua e ficou determinado a absorver tudo que podia. Ele não precisou dormir em todos os períodos de descanso e passou parte desse tempo em contemplação do que estava do lado de fora da espaçonave e o que tudo significava. Worden observou a Lua, a Terra e as estrelas através das janelas do Endeavour; ele conseguia enxergar mais estrelas e mais intensamente do que observadores na Terra. Worden concluiu que era ingênuo acreditar que só existia vida na Terra em todo o universo, também se perguntando se a exploração espacial era parte do instinto de sobrevivência da humanidade para evitar ficar presa em um único sistema estelar.
Worden foi listado como o "ser humano mais isolado" durante o tempo que passou sozinho no Endeavour. Ele estava, no ponto máximo, a 3 567 quilômetros de distância de outros seres humanos, Scott e Irwin no Falcon. Worden afirmou que gostou de seus "três dias maravilhosos em uma espaçonave totalmente sozinho" e que estava acostumado a ficar sozinho como piloto de caça. Ele relembrou que "Do outro lado da Lua, eu nem precisei conversar com Houston e essa foi a melhor parte do voo".

#### Retorno

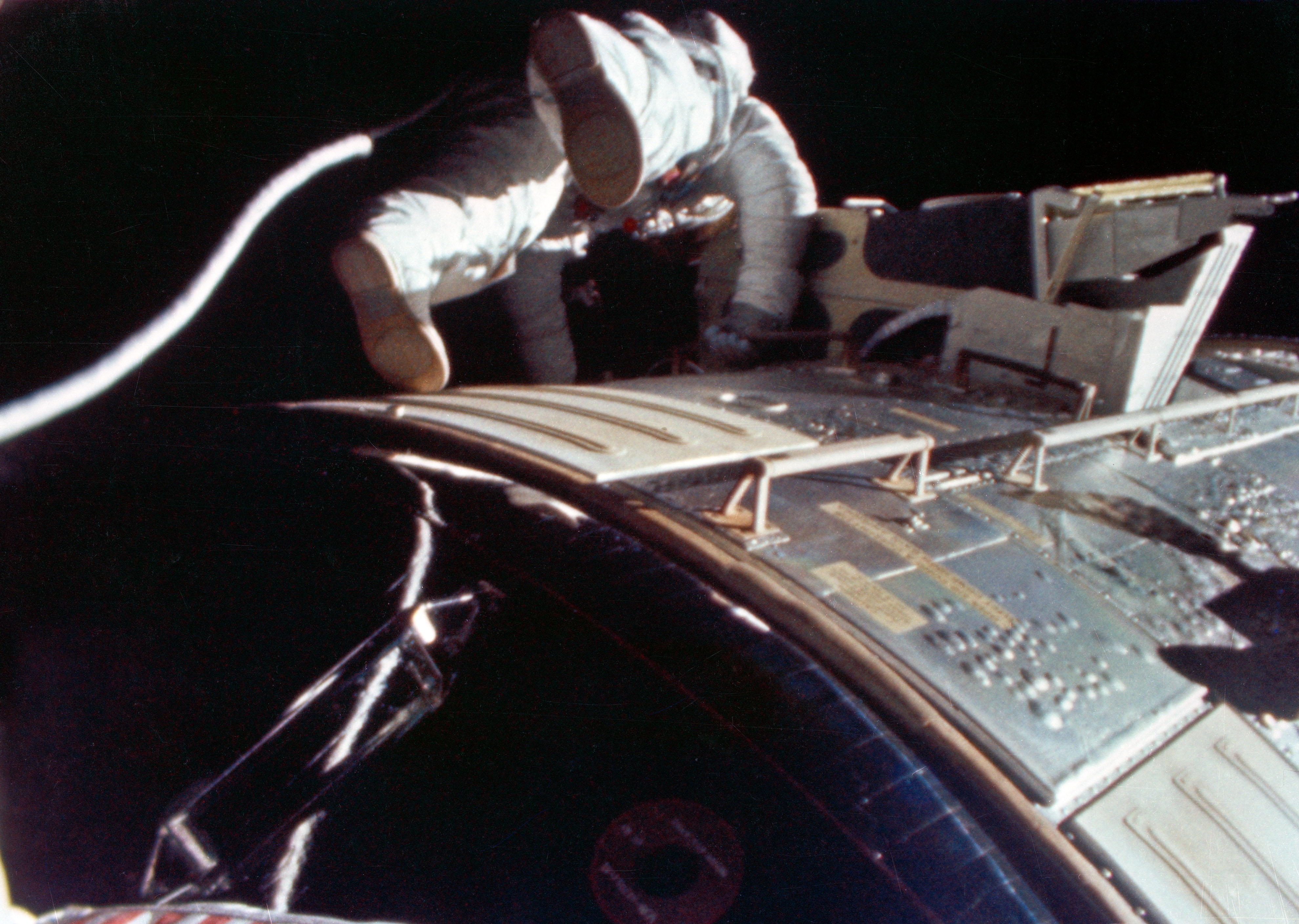
Worden realizando sua atividade extraveicular na Apollo 15, agosto de 1971

O Falcon decolou da Lua em 2 de agosto e Worden tocou uma gravação da "Canção da Força Aérea", pois todos os tripulantes eram veteranos da Força Aérea. Sua intenção era para a música ser ouvida apenas pelo Controle da Missão; entretanto, para seu embaraço, ela foi retransmitida para o Módulo Lunar, irritando Scott. Worden pilotou o Endeavour enquanto Scott manobrou o Falcon, acoplando-os em um encontro direto na primeira órbita lunar, a segunda vez que um encontro direto em uma única órbita foi realizado.
O Endeavour completou 74 órbitas ao redor da Lua antes da injeção trans-terrestre colocar a espaçonave na rota para a Terra. Worden realizou uma caminhada espacial no caminho de volta para recuperar filmes das câmeras externas do módulo. Ele precisou de uma atividade extraveicular fora do Endeavour de 38 minutos para realizar essa tarefa, saindo da escotilha para o exterior da Baía de Instrumentos Científicos três vezes. Essa caminhada espacial foi a primeira da história realizada em espaço profundo, com Worden relatando suas observações pessoais e a condição geral dos equipamentos abrigados no local. Ele permanece até hoje como o recordista da atividade extraveicular realizada mais longe da Terra. A Apollo 15 terminou com uma amerrissagem no Oceano Pacífico em 7 de agosto e os três astronautas foram resgatados pelo navio de assalto anfíbio USS Okinawa.

### Controvérsia
Antes da missão, os três astronautas, em parceria com um conhecido chamado Horst Eiermann, tinham concordado em levar cem envelopes postais para a Lua em troca de aproximadamente 7 500 dólares cada um em nome do colecionador de selos alemão Hermann Sieger. Os três adicionaram mais cem envelopes cada um, porém dois envelopes se perderam ou foram destruídos, totalizando 398 envelopes postais. Estes foram levados para o Endeavour antes de lançamento no bolso do traje espacial de Scott, sendo depois transferidos para o Falcon e passando três dias na superfície lunar dentro do módulo. Ao retornarem, cem envelopes foram enviados para Eiermann na Alemanha Ocidental e os astronautas receberam o pagamento combinado. Os regulamentos da NASA exigiam que itens pessoais levados a bordo das missões Apollo fossem declarados por questões de peso e outros motivos, além de aprovados por Slayton; isto não foi feito. Os astronautas afirmaram que a intenção era estabelecer fundos fiduciários para seus filhos e que a ideia era que os envelopes não fossem vendidos ou divulgados até o Programa Apollo ter terminado e os três terem deixado a NASA e a Força Aérea. Códigos de conduta emitidos pela NASA em 1967 proibiam os astronautas de usarem sua posição para ganhos financeiros pessoais ou para outras pessoas.
Além dos 398 envelopes levados por Scott, Worden levou consigo outros 144 envelopes a pedido de F. Herrick Herrick, um diretor de cinema aposentado e colecionador de selos. Estes foram aprovados por Slayton, como era necessário pelas regras, e este não perguntou ao astronauta onde ele as tinha adquirido. Worden enviou cem envelopes para Herrick depois da missão, que por sua vez vendeu alguns. Essas vendas fizeram a NASA iniciar um inquérito, o que alertou Slayton, que tinha avisado a Worden para evitar comercializações. Worden escreveu uma carta raivosa para Herrick, afirmando que as vendas estavam colocando sua carreira em risco.

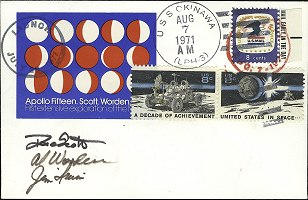
Um dos envelopes criados para Herrick

Sieger colocou seus cem envelopes a venda em 1971 a um preço de 1 500 dólares cada. Os astronautas devolveram seu pagamento depois de receberam, no final não ficando com nenhuma compensação. Slayton soube sobre os envelopes de Sieger e conversou com Worden e Irwin; ambos o dirigiram a Scott. Slayton sabia que Worden também era um colecionador de selos e suspeitou que o astronauta tinha arranjado o negócio, o que levou a diversos telefonemas à procura de detalhes. Slayton se encontrou com Worden e Scott em abril de 1972 e descobriu deles que os envelopes não autorizados tinham voado na missão. Worden posteriormente comentou que o que mais lhe magoou foi ter decepcionado Slayton, um homem que ele muito admirava.
A tripulação da Apollo 15 tinha sido reciclada como a reserva da Apollo 17, a última missão Apollo, pois usar astronautas já treinados era mais fácil do que treinar uma tripulação reserva novata que não teria perspectivas de ser a principal em alguma missão futura. Entretanto, Slayton chamou Worden para conversar em maio de 1972 enquanto este estava se preparando para ir para treinamentos geológicos; seu superior o instruiu a esvaziar seu escritório e voltar para a Força Aérea. Slayton tinha conseguido fazer com que Irwin se aposentasse e que a NASA designasse uma nova tripulação reserva. Worden não esvaziou seu escritório, mas começou a procurar outros modos de permanecer na NASA, mesmo que fora do Corpo de Astronautas. Slayton afirmou na época que precisava reduzir o número de astronautas, que Irwin e Mitchell estavam elegíveis para aposentadoria militar e que o astronauta que ele poderia dispensar com mais facilidade era Worden, com o incidente dos envelopes postais tendo pesado nessa determinação.
A questão tornou-se pública em junho de 1972 e os três astronautas foram repreendidos oficialmente por mau julgamento em 10 de julho. O Comitê para Ciências Aeronáuticas e Espaciais do Senado dos Estados Unidos, preocupado com a comercialização da Apollo 15, estabeleceu uma audiência no dia 3 de agosto; dentre os que foram chamados para testemunhar estavam os três astronautas, Slayton, James Fletcher e George Low, estes dois últimos o Administrador e Administrador Adjunto da NASA, respectivamente. Slayton comentou sobre o testemunho dos astronautas: "eles admitiram tudo e assumiram os erros, mas eu ainda estava muito bravo sobre o negócio".
Isto ainda deixou Worden procurando um trabalho na NASA; ele testemunhou diante do comitê que tinha sido informado que poderia permanecer caso chegasse a um acordo com quem ele fosse trabalhar. Ele achou um aliado em Dale D. Myers, o Administrador Associado para Voos Espaciais Tripulados, que o ajudou a conseguir uma posição no Centro de Pesquisa Ames, na Califórnia. Segundo Low, a NASA sabia que as reprimendas essencialmente barraram promoções para os astronautas na Força Aérea, que não teria trabalhos dignos das habilidades dos três, tendo sido decidido que eles receberiam posições na NASA mesmo tendo sido removidos da rotação ativa de astronautas. Worden serviu como Cientista Aeroespacial Sênior em Ames e depois como chefe da Divisão de Estudos de Sistemas de 1973 a 1975. Ele se aposentou da NASA e da Força Aérea com a patente de coronel em 1º de setembro de 1975. Nesse meio tempo ele se casou com Sandra Lee Wilder, em setembro de 1974.
Worden assumiu responsabilidade por tomar "uma decisão que completa, total e irreversivelmente fodeu minha vida", porém achou que Scott não assumiu responsabilidade suficiente para si mesmo. Thomas Stafford, comandante da Apollo 10, escreveu anos depois que "[Worden] não deve ter seus esforços diminuídos pela publicidade pequena e de décadas atrás ao redor dos envelopes postais levados a bordo". O próprio Worden comentou posteriormente que "Nós provavelmente não fizemos a coisa mais inteligente no mundo, porém não fizemos nada que fosse ilegal. Não fizemos nada que outros já tinham feito antes, porém as consequências foram meio severas conosco".

## Pós-NASA

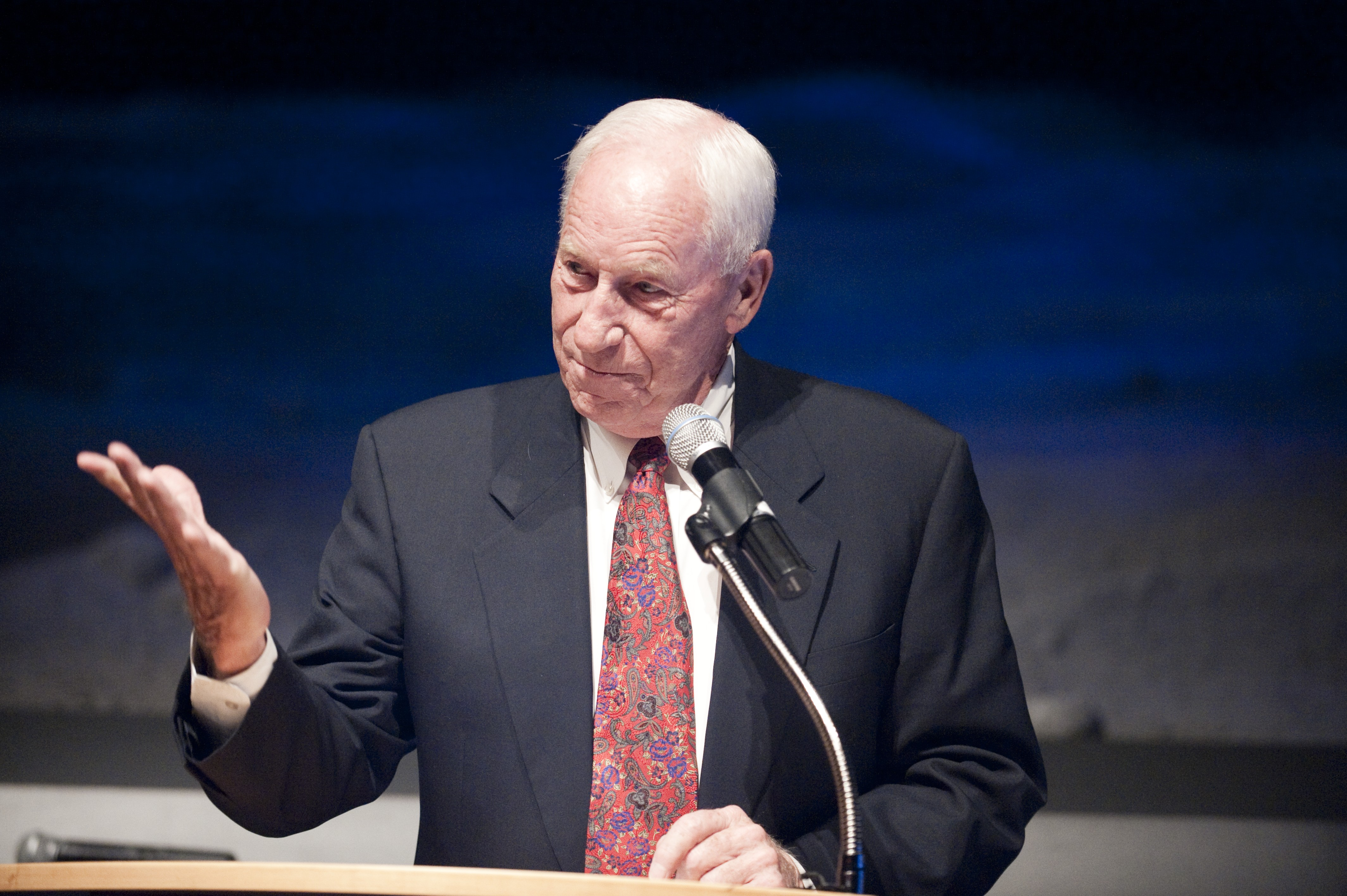
Worden recebendo o Prêmio Embaixador de Exploração da NASA, julho de 2009

Worden fundou a Alfred M. Worden, Inc. depois de sair da NASA e serviu como diretor de Programas de Gestão Energética no Instituto Northwood, em Midland, Michigan. Ele se divorciou de Sandra em janeiro de 1980. Concorreu em 1982 para a Câmara dos Representantes dos Estados Unidos no 12º distrito da Flórida, porém perdeu a primária do Partido Republicano para Tom Lewis. Apesar da derrota, Worden afirmou que sua candidatura foi um dos pontos altos da sua vida: "Eu achei que era uma coisa muito importante a se fazer. Eu dediquei tudo e perdi, mas tudo bem". Em julho se casou de novo, com Jill Lee Hotchkiss.
A NASA exigiu que os astronautas da Apollo 15 entregassem 298 dos envelopes levados por Scott, além de mais 61 envelopes do acordo com Herrick. Eles foram retidos pela agência e depois transferidos para os Arquivos Nacionais em agosto de 1973. Worden tinha compreendido que os envelopes seriam devolvidos assim que a investigação da NASA tivesse terminado, com ele processando o governo em 1983. O governo devolveu os envelopes por achar que não conseguiria ganhar o processo e os 298 foram divididos entre os três astronautas. Worden vendeu alguns para pagar dívidas de sua campanha para o Congresso.
Worden por muito tempo achou que outros ex-astronautas o olhavam com desconfiança por causa do incidente dos envelopes postais. Ele começou a se envolver em 1984 com a Fundação Sete da Mercury, estabelecida pelos astronautas originais para proporcionar bolsas de estudo para estudantes promissores. Worden na época estava vivendo perto do Centro Espacial Kennedy e, a medida que os Sete da Mercury foram envelhecendo, ele e os astronautas posteriores assumiram maiores responsabilidades. A organização mudou de nome para Fundação de Bolsas de Estudo dos Astronautas e Worden foi eleito presidente de seu conselho em 2005. Ele atuou nessa função até 2011.

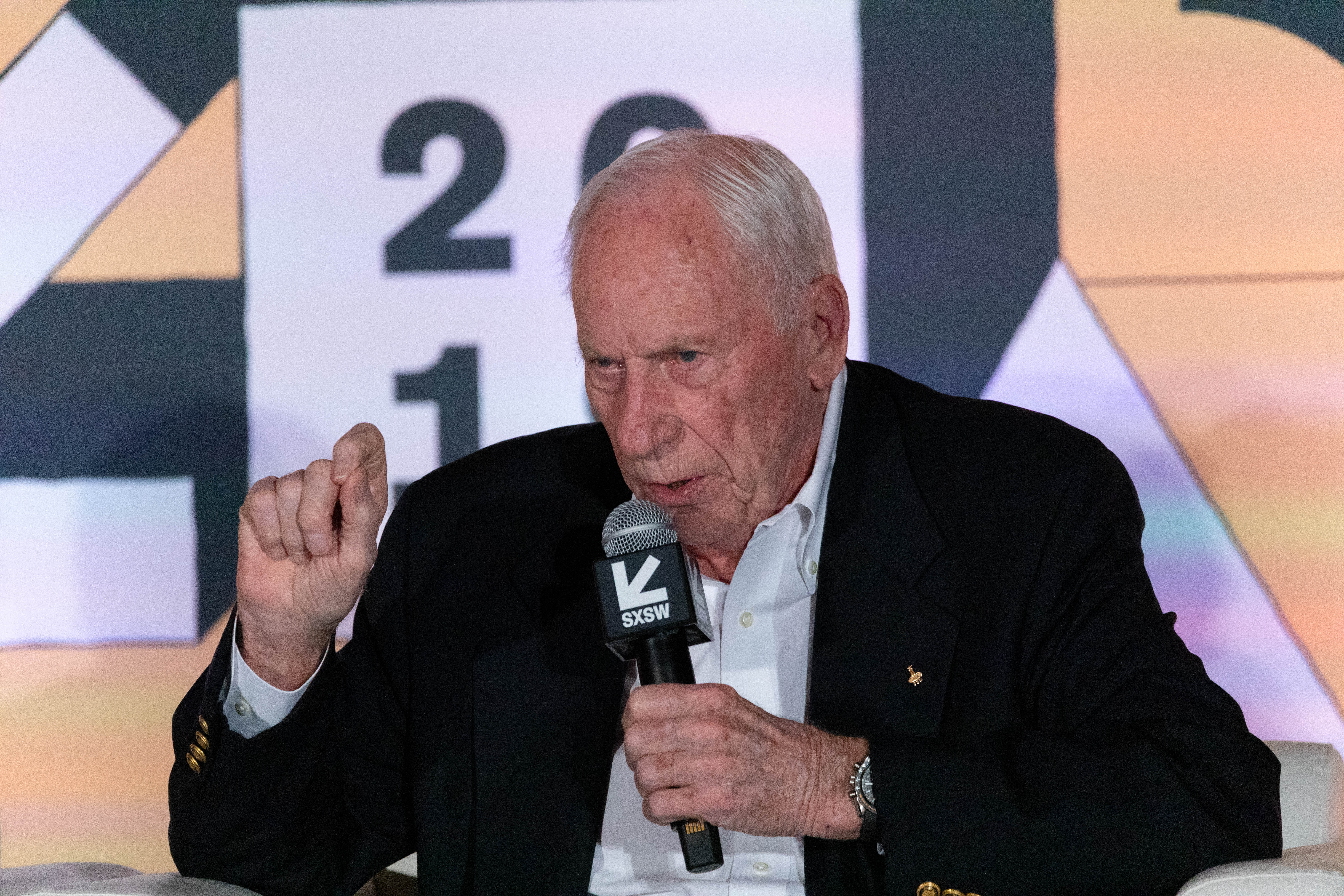
Worden na SXSW, março de 2019

Worden assumiu posições executivas na Jet Electronics and Technology e na B.F. Goodrich, aposentando-se dos negócios em 1996. Em 2011 escreveu sua autobiografia, Falling to Earth: An Apollo 15 Astronaut's Journey to the Moon, que entrou na lista dos mais vendidos do Los Angeles Times. Worden já tinha escrito dois livros em 1974: Hello Earth: Greetings from Endeavour, uma coleção de poesias; e I Want to Know About a Flight to the Moon, um livro infantil. Jill, sua terceira esposa, morreu em maio de 2014.
Worden era amplamente chamado de "Al" e realizava várias aparições públicas, sendo conhecido como um dos ex-astronautas mais acessíveis, gostando de conversar enquanto bebia vodka com gelo. Ele juntou-se à organização De Volta ao Espaço em 2018 como astronauta consultor com o objetivo de usar o cinema para inspirar as próximas gerações a viajarem para Marte. Worden, no mesmo ano, foi um consultor técnico no filme First Man, uma biografia de Neil Armstrong. Em 2019 foi estabelecida a Bolsa de Estudos Astronauta Al Worden para enviar "aspirantes jovens exploradores espaciais" para o Campo Espacial em Huntsville, Alabama.

## Morte
Worden morreu aos 88 anos de idade no dia 18 de março de 2020 em um centro de cuidados de Sugar Land, no Texas. Ele estava sofrendo de uma infecção em sua casa em League City, pela qual precisou ser hospitalizado no Centro Médico do Texas, em Houston. Worden estava convalescendo no centro de Sugar Land quando faleceu.
Ele recebeu várias homenagens depois de sua morte. Jim Bridenstine, o Administrador da NASA, afirmou que "[Worden] foi um herói americano cujas realizações no espaço e na Terra nunca serão esquecidas". O empresário Tom Kallman, presidente da empresa Kallman Worldwide, Inc., com quem Worden tinha trabalhado no estabelecimento de sua Bolsa de Estudos Astronauta Al Worden, comentou que "Embora ele estivesse focado em STEM, a principal mensagem de [Worden] sempre foi 'siga sua paixão, aonde quer que isso te leve'". Mike Pence, o vice-presidente dos Estados Unidos, disse que "Apoiamo-nos nos ombros de pioneiros espaciais como [Worden], e os Estados Unidos sempre ficarão maravilhados por suas realizações e olharão para ele por inspiração enquanto nos esforçamos para ir mais longe e mais rápido do que nunca".
Uma celebração da vida de Worden ocorreu em 19 de setembro de 2020. Este originalmente seria um evento híbrido em pessoa e online, porém foi adiado devido à pandemia de COVID-19 e realizado apenas online. Dentre aqueles que prestaram homenagem estavam Duke, Haise e Jack Lousma, seus colegas astronautas do Grupo 5.

## Prêmios
Worden recebeu a Medalha de Serviço Distinto da NASA em 1971. Ele entrou no Hall da Fama Espacial Internacional em 1983, no Hall da Fama dos Astronautas dos Estados Unidos em 1997 e no Hall da Fama Aeroespacial Internacional em 2016. Worde, Scott e Irwin foram, em 1971, os primeiros recipientes da Medalha da Paz das Nações Unidas. Eles também receberam o Troféu Robert J. Collier, o Prêmio Memorial Kitty Hawk e o Prêmio AIAA Haley de Astronáutica. Worden também recebeu um doutorado honoris causa em Engenharia Astronáutica pela Universidade de Michigan em 1971 e o Prêmio Embaixador de Exploração da NASA em 2009.